# Amt Kropp-Stapelholm
Amt Kropp-Stapelholm – związek gmin (Amt) w Niemczech w kraju związkowym Szlezwik-Holsztyn, w powiecie Schleswig-Flensburg. Siedziba związku znajduje się w miejscowości Kropp.
W skład związku wchodzi 14 gmin:
1. Alt Bennebek
2. Bergenhusen
3. Börm
4. Dörpstedt
5. Erfde
6. Groß Rheide
7. Klein Bennebek
8. Klein Rheide
9. Kropp
10. Meggerdorf
11. Stapel
12. Tetenhusen
13. Tielen
14. Wohlde